# Йоганнес Штрольц
Йоганнес Штрольц (12 вересня 1992 , Блуденц, Форарльберг ) — австрійський гірськолижник, олімпійський чемпіон 2022 року в гірськолижній комбінації, повторивши досягнення свого батька Губерта Штрольца, олімпійського чемпіона 1988 року в цій дисципліні.

## Результати на Олімпійських іграх
| Рік  | Вік | Слалом | Гігантський слалом | Супергігант | Швидкісний спуск | Гірськолижна комбінація | Змішані команди |
| ---- | --- | ------ | ------------------ | ----------- | ---------------- | ----------------------- | --------------- |
| 2022 | 29  | 2      | —                  | 6           | 4                | 1                       | 1               |

## Біографія
Народився 12 вересня 1992 року в Блуденці, Австрія.
Спеціалізується на технічних змаганнях з слалому та слалому-гіганту.
Штрольц досяг свого першого подіуму, вигравши слаломні перегони в Адельбодені в січні 2022 року. 
Виграв золоту медаль у комбінації на зимовій Олімпіаді-2022. Там же завоював срібну медаль у слаломі.
Його батько Хуберт Штрольц став олімпійським чемпіоном у комбінації на зимових Олімпійських іграх 1988 року у Калгарі. Таким чином вони стали першим дуетом батька та сина, який виграв золото в гірських лижах на Олімпійських іграх.